# آرام آندونیان
آرام آندونیان (ارمنی: Արամ Անտոնի Անտոնյան؛ انگلیسی: Aram Antonean ‏۱۸۷۵ – ۲۳ دسامبر ۱۹۵۱)، تاریخ‌نگار، روزنامه‌نگار، و نویسنده ارمنی‌تبار بود.

## کتابشناسی
آندونیان در کنستانتینوپل به دنیا آمد. در همان‌جا وی در نشریات ارمنی «لوئیس» (روشنی)، «دزاغیک» (گُل) و روزنامه «سورهانداک» ویراستاری نمود. سپس آندونیان در بخش سانسور نظامی امپراتوری عثمانی خدمت نمود. وی در بعد از ظهر ۲۴ آوریل ۱۹۱۵ به دستور طلعت پاشا وزیر کشور امپراتوری عثمانی دستگیر شد و به تعداد زیادی از سرشناسان ارمنی که از پایتخت عثمانی تبعید شده بودند پیوست. آندونیان به چانقری تبعید شد سپس از نیمه راه به آنکارا بازگردانده شد دوباره به اردوگاه رأس‌العین و مسکنه تبعید شد. از سال ۱۹۲۸ تا ۱۹۵۱ آندونیان ریاست کتابخانه نورباریان در پاریس برعهده داشت.

## آثار
- شیروانزاده (زندگینامه آلکساندر شیروانزاده کنستانتینوپل ۱۹۱۱
- تاریخچه کامل مصور نبرد بالکان Պատկերազարդ ընդարձակ պատմութիւն Պալքանեան պատերազմին [الف] کنستانتینوپل ۱۹۱۳–۱۹۱۲ پنج جلد
- Այն սեւ օրերուն [ب] بوستن ۱۹۱۹
- جرم بزرگ Մեծ Ոճիրը [پ] بوستن ۱۹۲۱
- خاطرات نعیم بیگ لندن ۱۹۲۰

## یادداشت
1. ↑  Complete Illustrated History of the Balkan War
2. ↑   In Those Dark Days
3. ↑  The Great Crime